# Teorema di Gell-Mann e Low
Il teorema di Gell-Mann e Low è un teorema in teoria quantistica dei campi che consente di mettere in relazione lo stato fondamentale (o di vuoto) di un sistema interagente con il corrispondente stato fondamentale della teoria senza interazione. Fu dimostrato nel 1951 da Murray Gell-Mann e Francis E. Low. Il teorema è utile perché, tra le altre cose, relazionando lo stato fondamentale del sistema interagente con il suo stato fondamentale senza interazione, permette di esprimere le funzioni di Green (che sono definite come valori di aspettazione di campi nella rappresentazione di Heisenberg sul vuoto con interazione) come valori di aspettazione di campi nella rappresentazione di interazione sul vuoto senza interazione. Anche se è tipicamente applicato allo stato fondamentale, il teorema di Gell-Mann e Low si applica a qualsiasi autostato dell'hamiltoniano. La sua dimostrazione si basa sul concetto di un sistema iniziale non interagente in cui l'interazione è accesa in modo adiabatico.

## Storia
Il teorema fu dimostrato per la prima volta da Gell-Mann e Low nel 1951, con l'uso della serie di Dyson. Nel 1969 Klaus Hepp fornì una dimostrazione alternativa nel caso in cui l'hamiltoniano originale descrive particelle libere e il potenziale d'interazione è limitato in norma. Nel 1989 Nenciu e Rasche lo dimostrarono tramite il teorema adiabatico. Una dimostrazione che non fa uso della serie di Dyson fu formulata nel 2007 da Luca Guido Molinari.

## Enunciato del teorema
Sia {\displaystyle |\Psi _{0}\rangle } un autostato di {\displaystyle H_{0}} con autovalore {\displaystyle E_{0}} e sia {\displaystyle H=H_{0}+gV}, dove {\displaystyle g} è una costante di accoppiamento e {\displaystyle V} l'operatore di interazione. Definiamo l'hamiltoniano {\displaystyle H_{\epsilon }=H_{0}+e^{-\epsilon |t|}gV} che interpola {\displaystyle H} e {\displaystyle H_{0}} nei limiti {\displaystyle \epsilon \rightarrow 0^{+}} e {\displaystyle |t|\rightarrow \infty }. Sia {\displaystyle U_{\epsilon I}} l'operatore di evoluzione temporale nella rappresentazione di interazione. Il teorema di Gell-Mann e Low afferma che se il limite per {\displaystyle \epsilon \rightarrow 0^{+}}
{\displaystyle |\Psi _{\epsilon }^{(\pm )}\rangle ={\frac {U_{\epsilon I}(0,\pm \infty )|\Psi _{0}\rangle }{\langle \Psi _{0}|U_{\epsilon I}(0,\pm \infty )|\Psi _{0}\rangle }}}
esiste, allora {\displaystyle |\Psi _{\epsilon }^{(\pm )}\rangle } sono autostati di {\displaystyle H}.
Si noti che se il teorema è applicato, ad esempio, allo stato fondamentale, esso non garantisce che lo stato evoluto sarà lo stato fondamentale. In altre parole, non si esclude che i livelli energetici si possano incrociare.

## Dimostrazione
Il teorema è solitamente dimostrato con l'uso dell'espansione in serie di Dyson dell'operatore di evoluzione temporale. La sua validità, tuttavia, si estende oltre lo scopo della teoria delle perturbazioni, come mostrato da Molinari. Seguiamo qui il metodo di Molinari. Consideriamo {\displaystyle H_{\epsilon }} e scriviamo {\displaystyle g=e^{\epsilon \theta }}. Dall'equazione di Schrödinger per l'operatore di evoluzione temporale
{\displaystyle i\hbar \partial _{t_{1}}U_{\epsilon }(t_{1},t_{2})=H_{\epsilon }(t_{1})U_{\epsilon }(t_{1},t_{2})}
con la condizione iniziale {\displaystyle U_{\epsilon }(t_{2},t_{2})=1} possiamo scrivere formalmente
{\displaystyle U_{\epsilon }(t_{1},t_{2})=1+{\frac {1}{i\hbar }}\int _{t_{2}}^{t_{1}}dt'(H_{0}+e^{\epsilon (\theta -|t'|)}V)U_{\epsilon }(t',t_{2}).}
Concentriamoci per ora sul caso {\displaystyle 0\geq t_{1}\geq t_{2}}. Con un cambio di variabili abbiamo
{\displaystyle U_{\epsilon }(t_{1},t_{2})=1+{\frac {1}{i\hbar }}\int _{\theta +t_{2}}^{\theta +t_{1}}dt'(H_{0}+e^{\epsilon t'}V)U_{\epsilon }(t'-\theta ,t_{2}),}
da cui otteniamo
{\displaystyle \partial _{\theta }U_{\epsilon }(t_{1},t_{2})=\epsilon g\partial _{g}U_{\epsilon }(t_{1},t_{2})=\partial _{t_{1}}U_{\epsilon }(t_{1},t_{2})+\partial _{t_{2}}U_{\epsilon }(t_{1},t_{2}).}
Questo risultato si combina con l'equazione di Schrödinger e la sua aggiunta
{\displaystyle -i\hbar \partial _{t_{1}}U_{\epsilon }(t_{2},t_{1})=U_{\epsilon }(t_{2},t_{1})H_{\epsilon }(t_{1})}
per ottenere
{\displaystyle i\hbar \epsilon g\partial _{g}U_{\epsilon }(t_{1},t_{2})=H_{\epsilon }(t_{1})U_{\epsilon }(t_{1},t_{2})-U_{\epsilon }(t_{1},t_{2})H_{\epsilon }(t_{2}).}
L'equazione corrispondente tra {\displaystyle H_{\epsilon I},U_{\epsilon I}} è la stessa. Può essere ottenuta moltiplicando a sinistra i due membri per {\displaystyle e^{iH_{0}t_{1}/\hbar }}, moltiplicando a destra per {\displaystyle e^{iH_{0}t_{2}/\hbar }} e usando l'equazione
{\displaystyle U_{\epsilon I}(t_{1},t_{2})=e^{iH_{0}t_{1}/\hbar }U_{\epsilon }(t_{1},t_{2})e^{-iH_{0}t_{2}/\hbar }.}
L'altro caso in cui siamo interessati, che è{\displaystyle t_{2}\geq t_{1}\geq 0} può essere trattato in maniera analoga, e dà un segno opposto al secondo membro (non ci interessa il caso in cui {\displaystyle t_{1,2}} hanno segni diversi). Riassumendo, abbiamo ottenuto
{\displaystyle \left(H_{\epsilon ,t=0}-E_{0}\pm i\hbar \epsilon g\partial _{g}\right)U_{\epsilon I}(0,\pm \infty )|\Psi _{0}\rangle =0.}
Procediamo per il caso dei tempi negativi. Abbreviando per maggiore chiarezza i vari operatori,
{\displaystyle i\hbar \epsilon g\partial _{g}\left(U|\Psi _{0}\rangle \right)=(H_{\epsilon }-E_{0})U|\Psi _{0}\rangle .}
Ora, usando la definizione di {\displaystyle \Psi _{\epsilon }} la differenziamo e sostituiamo la derivata {\displaystyle \partial _{g}(U|\Psi _{0}\rangle )} usando quest'ultimo risultato, trovando che
{\displaystyle {\begin{aligned}i\hbar \epsilon g\partial _{g}|\Psi _{\epsilon }\rangle &={\frac {1}{\langle \Psi _{0}|U|\Psi _{0}\rangle }}(H_{\epsilon }-E_{0})U|\Psi _{0}\rangle -{\frac {U|\Psi _{0}\rangle }{{\langle \Psi _{0}|U|\Psi _{0}\rangle }^{2}}}\langle \Psi _{0}|H_{\epsilon }-E_{0}|\Psi _{0}\rangle \\&=(H_{\epsilon }-E_{0})|\Psi _{\epsilon }\rangle -|\Psi _{\epsilon }\rangle \langle \Psi _{0}|H_{\epsilon }-E_{0}|\Psi _{\epsilon }\rangle \\&=\left[H_{\epsilon }-E\right]|\Psi _{\epsilon }\rangle .\end{aligned}}}
dove {\displaystyle E=E_{0}+\langle \Psi _{0}|H_{\epsilon }-H_{0}|\Psi _{\epsilon }\rangle }. Possiamo a questo punto effettuare il limite {\displaystyle \epsilon \rightarrow 0^{+}} dato che per ipotesi {\displaystyle g\partial _{g}|\Psi _{\epsilon }\rangle } al membro di sinistra ammette il limite. Ne consegue allora che {\displaystyle |\Psi _{\epsilon }\rangle } è un autostato di {\displaystyle H}.